# Морська Воля

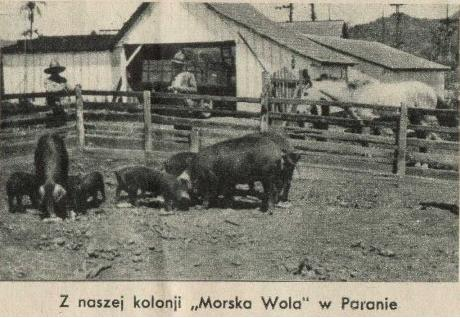
Морська Воля

Морська Воля – польська колонія в Парані, Бразилія, створена з ініціативи Морської і колоніальної ліги.
Морська Воля, заснована в 1934 році, була поділена на 286 ділянок по 25 га та 62 міські ділянки розміром 100 на 60 метрів кожна. Перші поселенці виїхали в 1935 році. Вартість заселення однієї сім’ї становила 3000 злотих (без вартості квитків – 735 злотих, як видно, переважна більшість витрачена на витрати на проїзд). У 1937 році Морська Воля була заселена на 50%. Внаслідок несприятливої позиції бразильського уряду, громадськості та відсутності інтересу до еміграції до Бразилії (більш популярними були Аргентина та Парагвай), акція була завершена в 1938 році.